# Juhani Peltonen
Juhani Peltonen (Valkeakoski, 16 giugno 1936) è un ex calciatore finlandese, di ruolo attaccante.

## Palmarès

### Club

#### Competizioni nazionali
- Suomen Cup: 5

Haka: 1955, 1959, 1960, 1963, 1969
- Mestaruussarja: 2

Haka: 1960, 1962

### Individuale
- Calciatore finlandese dell'anno: 4

1960, 1962, 1964, 1965